# Wiek zdrady
Wiek zdrady (ang. Age of Treason) – amerykański film historyczno-kryminalny z 1993 roku, w reżyserii Kevina Connora.

## Fabuła
Akcja tego historycznego kryminału rozgrywa się w 69 r. w starożytnym Rzymie, za panowania cesarza Wespazjana. Bohaterem jest Falko (Bryan Brown) – pełniący rolę ówczesnego prywatnego detektywa, ciągle pakującego się w kłopoty, by zarobić na życie. Senatorska córka, piękna Helena, która jest żoną dowódcy Cesarskiej Gwardii Pretoriańskiej- Pertinaksa, prosi Falko o pomoc w odnalezieniu swojego brata – Katona. Detektyw, jakby przeczuwając niebezpieczeństwo, z oporami podejmuje się tego zadania. Pomocą ma mu służyć potężnie zbudowany gladiator – Justus (Matthias Hues). Po pewnym czasie Falko znajduje Katona, ale niestety ten jest już martwy. Wkrótce detektyw dowiaduje się, że nóż, którym zadano Katonowi śmiertelny cios, należy do syna cesarza, Domicjana. Od tej pory życie Falko także jest zagrożone, ale pomimo wszystkich przeszkód postanawia rozwikłać tę sprawę.

## Obsada
Źródło: Filmweb
- Bryan Brown – Marek Didius Falko
- Matthias Hues – Justus
- Sophie Okonedo – Niobe
- Amanda Pays – Helena
- Art Malik – Pertinaks
- Anthony Valentine – Wespazjan
- Shirley Stelfox – Kornelia
- Peter Jonfield – Simpleks
- Richard D. Sharp – Petro
- Jamie Glover – Domicjan
- Patricia Kerrigan – Druida
- Ian McNeice – Kaska
- William Hootkins – senator Garrus